# Rivoli
Rivoli (Rìvole AFI: /ˈɾiʋʊle/  in piemontese) è un comune italiano di 46 558 abitanti della città metropolitana di Torino in Piemonte, conurbato nell'area metropolitana torinese.

## Geografia fisica
Rivoli confina a nord con Alpignano, a ovest con Rosta e Villarbasse, a est con Collegno e parte di Grugliasco, a sud con Rivalta di Torino; condivide con Torino un breve tratto di confine nella zona industriale sudorientale.
La sua parte collinare coincide con l'estremità orientale di un rilievo morenico. Si tratta della collina maggiore di un sistema di depositi formatosi durante le glaciazioni Mindel e Riss (fino a 355 000 anni fa): l'anfiteatro morenico della Dora Riparia. Nell'ambito dell'anfiteatro la collina che interessa il territorio di Rivoli in particolare è il risultato dei depositi più recenti, avvenuti circa 12 000 anni fa, e appartiene alla morena laterale destra.

## Origini del nome
A seguito di contrasti sui possedimenti tra gli Arduinici e il vescovo di Torino Amizone, quest'ultimo si fece confermare dall'imperatore Ottone III il possesso della cosiddetta curtis di Rivole, feudo successivamente riconfermato nel 1159 da un diploma di Federico I Barbarossa. Il toponimo deriverebbe dalla presenza di piccole rive (in latino *ripulae), in prossimità delle sponde del vicino fiume Dora Riparia; le attestazioni medievali del toponimo sono spesso di genere femminile, in riferimento a *ripulae, diminutivo di ripae.

## Storia
Non si hanno notizie precise riguardo ai primi insediamenti nel territorio. Quello che ci è noto ci giunge da Plinio, e si riferisce in generale alla regione prima della romanizzazione. Ciononostante, non si esclude che i primi insediamenti (anche se solo stagionali) possano datarsi al neolitico: nell'area prealpina sono stati ritrovate sporadiche testimonianze del periodo, a esempio ceramiche a Caselette e massi coppellati a Villarbasse.
La prima stirpe nota risulta quella dei Taurini (gli stessi di Torino), gruppo di etnia celtica in migrazione dalla Gallia mista a gruppi liguri. In seguito l'esercito di Annibale nel 218 a.C., già alleato con i Galli Insubri, entrando proprio da occidente, assediò i villaggi. L'area poi cadde sotto il controllo romano, abitata dai Cozii, un sottogruppo celtico relativamente indipendente ma sempre fedele a Roma, probabilmente a guardia di una linea di confine romana (il "limes"), in prossimità dell'oppida Ocelum (quest'ultimo si suppone dovesse essere nella piana presso l'attuale vicina Avigliana "Ad Fines [Regni Cottiae] statio, Quadragesima Galliarum" nella zona Malano di Drubiaglio).
I reperti più antichi risalgono al I e al II secolo d.C., emersi nel 1979 durante gli scavi per la costruzione dell'autostrada Torino-Bardonecchia e di nuove abitazioni, provenienti da luoghi di sepoltura appartenenti alla civiltà romana. La presenza di queste testimonianze è da ritenersi legata alla via delle Gallie che percorreva il territorio rivolese da est a ovest, e alla relativa proliferazione di mansiones e ville rustiche lungo il suo percorso. Al riguardo, l'Itinerarium Hierosolymitanum cita una mansio ad octavum (all'ottavo miglio sulla tratta Torino-Ocelum-Susa), proprio nel territorio di Rivoli. Nel periodo dal I secolo a.C. fino al V secolo d.C. circa, questo passaggio rimase d'importanza fondamentale per l'Impero Romano, in quanto una delle due vie che portava alla Gallia settentrionale. Nel 312 d.C. l'area rivolese (presumibilmente tra il Monte Musinè e Caselette) fu teatro della prima battaglia tra le legioni di Costantino provenienti dalle Gallie e quelle fedeli a Massenzio. La battaglia fu vinta da Costantino, che ebbe così la strada spianata fino a Roma, dove sconfisse definitivamente Massenzio nella famosa battaglia di Ponte Milvio.

### Alto Medioevo
Durante il periodo delle invasioni barbariche che seguirono la caduta dell'Impero romano d'Occidente, la posizione strategica lungo la via delle Gallie espose l'area a numerosi saccheggi e distruzioni. In particolare i Longobardi, che già controllavano l'Italia settentrionale, ripristinarono l'antico limes nei pressi di Avigliana (568); purtroppo, mentre l'area veniva occupata dalle milizie, le strutture produttive e sociali decaddero. Malgrado gli sforzi difensivi, nel 773 i Franchi di Carlo Magno aggirarono le "Chiuse" occidentali del Piemonte e, sconfiggendo i Longobardi, si assicurarono il controllo della Val di Susa, con la nomina di fedeli vassalli. Con la dissoluzione dell'Impero Carolingio, il X e il XI secolo videro continui conflitti feudali per il predominio nel Piemonte e, proprio in questo periodo, si attesta un primo insediamento rivolese, intorno al 996.

L'area risultò controllata dal sistema politico-economico clericale, che aveva come epicentri il vescovado torinese e, a occidente l'abbazia di Novalesa e il nascente monastero di San Michele della Chiusa (ovvero la Sacra di San Michele). La posizione strategica e la presenza di un'altura invitò alla realizzazione di una piccola fortificazione sulla sommità della stessa. Come consuetudine, ai piedi della rocca fortificata si sviluppò un piccolo borgo.

### Basso medioevo
La situazione cambiò nel XII secolo: la dinastia nobiliare dei Savoia, che già controllava parti della regione alpina, si imparentò con gli Arduinici, che già possedevano dei feudi sparsi nel Canavese. Nel XIII secolo presero forma gli organi rappresentativi del Comune. Questo processo è da interpretarsi più per l'indebolimento del potere vescovile, che per un proposito "repubblicano"; nel 1247, i Savoia furono riconosciuti come nuovi signori di Rivoli.

### Il Castello
Un periodo importante fu il XIV-XV secolo: il borgo venne cinto da mura, la nobiltà locale edificò ricche dimore turrite e nel 1310 venne realizzata la Bealera di Rivoli, un importante canale irriguo nel quale confluivano le acque per l'agricoltura. Il conte Amedeo VI di Savoia, detto il Conte Verde, insediò qui il Consilium Principis, tuttavia fu soltanto nel 1559 che venne eretto il castello, come residenza provvisoria del duca Emanuele Filiberto I di Savoia, su progetto di Ascanio Vitozzi. Tuttavia, i lavori del castello furono proseguiti e modificati da Carlo e Amedeo di Castellamonte e terminati nel 1644 con l'aggiunta dell'edificio detto "Manica Lunga". Il complesso subì dei seri danni durante i ripetuti assedi inferti dai francesi durante la guerra di successione spagnola agli inizi del XVIII secolo.

### XVIII secolo

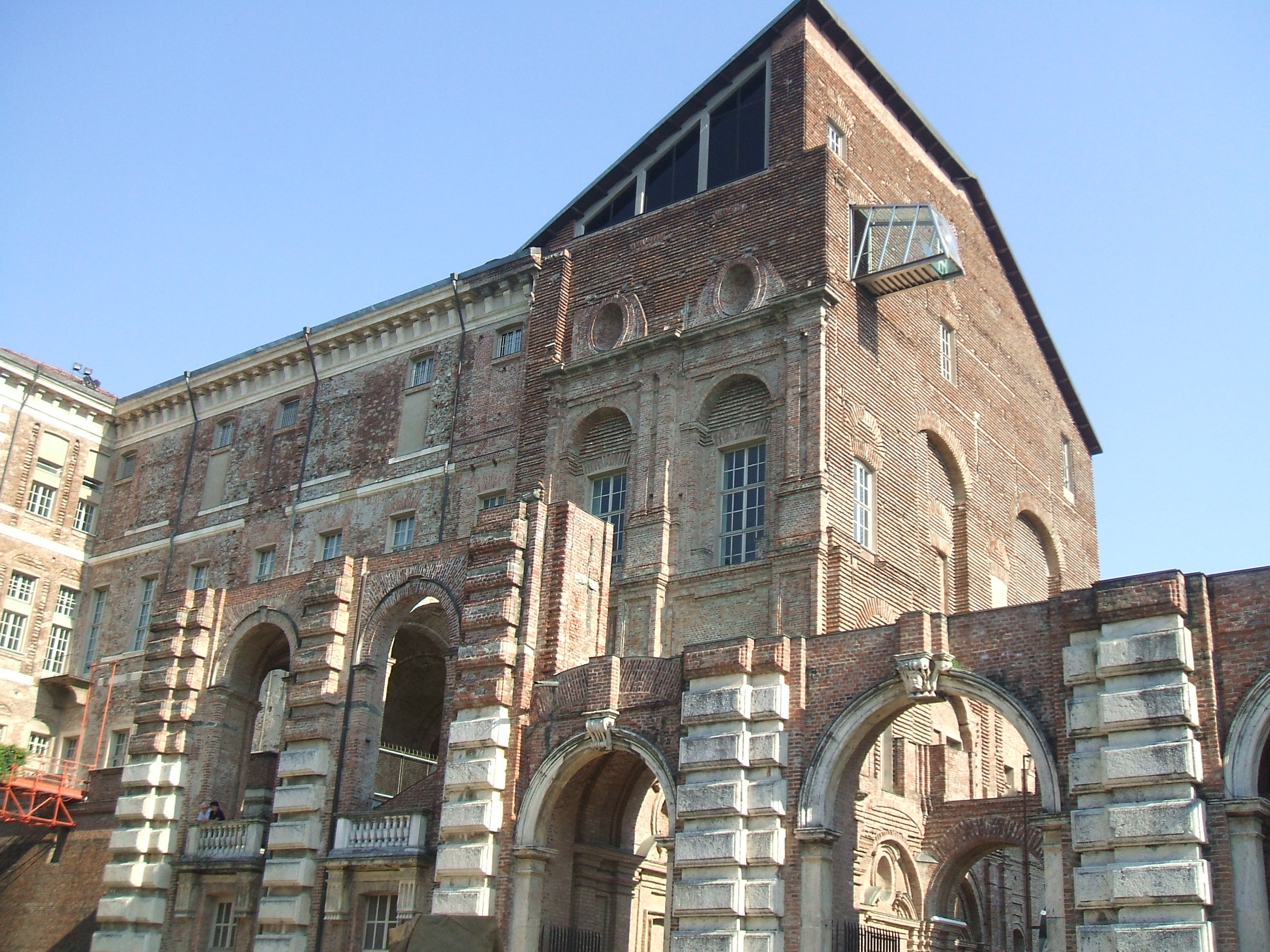
Il Castello

Terminati i contrasti con i francesi, il castello rivolese fu rimesso in piedi dagli architetti Michelangelo Garove e Antonio Bertola prima, quindi Filippo Juvarra nel 1716-1718. Fu anche realizzato Corso Francia, costruito sulla già pre-esistente via di Francia, tra il 1711 e il 1713, che collega direttamente piazza Statuto, a Torino, con Rivoli. Solo gli ultimi metri sulla collina di Rivoli non sono rettilinei, nonostante il progetto lo prevedesse. Rivoli rimase tuttavia una città di impostazione medievale, con una cinta muraria che racchiudeva una relativamente piccola parte del centro. A togliere questa immagine ci pensarono le truppe napoleoniche che punirono il tentativo di resistenza con l'abbattimento quasi completo delle mura. Rimasero la Porta Sorda, in cima a via Capello, ex via principale di Rivoli prima della costruzione di corso Francia, e la cosiddetta torre della filanda, in realtà un torrione merlato poi riusato e ricoperto con un tetto in epoca successiva, lungo via al Castello.
Le mura erano aperte lungo il perimetro da sei porte: Porta Sorda in via Grandi su via Capello; Porta S. Paolo (verso Alpignano) in via F.lli Piol su viale Partigiani; Porta Media Noctis in piazza Matteotti su via Roma; Porta Chiostra in piazza Bollani su via Fiorito. Sono andate distrutte la Porta San Martino, che si trovava alla fine di via Grandi, su piazza Marconi; Porta Strada, la principale in via F.lli Piol all'incirca nel tratto tra piazza Garibaldi, via Alberto da Rivoli, vicolo Maritano.

### Epoca moderna
Dopo la Restaurazione, Torino, in piena espansione, rafforzò i collegamenti con le città vicine, in modo da garantire i rifornimenti alla città. Corso Francia venne dotato di omnibus già nel 1835, sviluppato tramite una ferrovia leggera nel 1871, poi elettrificata nel 1910. Dalla metà XIX secolo, la presenza di canali d'acqua utilizzati come fonte energetica permise la comparsa delle prime industrie, in prevalenza opifici. Tuttavia, Rivoli rimase prevalentemente agricola fino alla seconda guerra mondiale. Solo con il boom economico del dopoguerra Rivoli vide il moltiplicarsi delle industrie e, parallelamente, subire l'immigrazione di masse proletarie provenienti dalle aree povere del paese, che cercavano opportunità di lavoro nelle nuove industrie nascenti. Inoltre, la relativa vicinanza con Torino, e la circostanza di aver da tempo un buon servizio di trasporto pubblico che la collegava al capoluogo, portò Rivoli (come le vicine Grugliasco e Collegno) a diventare una città satellite di Torino.
Da ciò derivò un'espansione urbana formidabile (prevalentemente lungo l'asse est-ovest di Corso Francia, frazione Cascine Vica), tanto che oggi non esiste più soluzione di continuità tra Rivoli e Torino, poiché l'area urbana si è amalgamata con quelle di Collegno e Grugliasco.
Oggi Rivoli è da considerarsi a tutti gli effetti una città industriale satellite di Torino, peraltro ancora in espansione per effetto del decentramento delle attività e della popolazione del capoluogo torinese.
È nota per essere la città natale del comico e poeta contemporaneo Rocco Barbaro.

## Monumenti e luoghi d'interesse
Castello di Rivoli

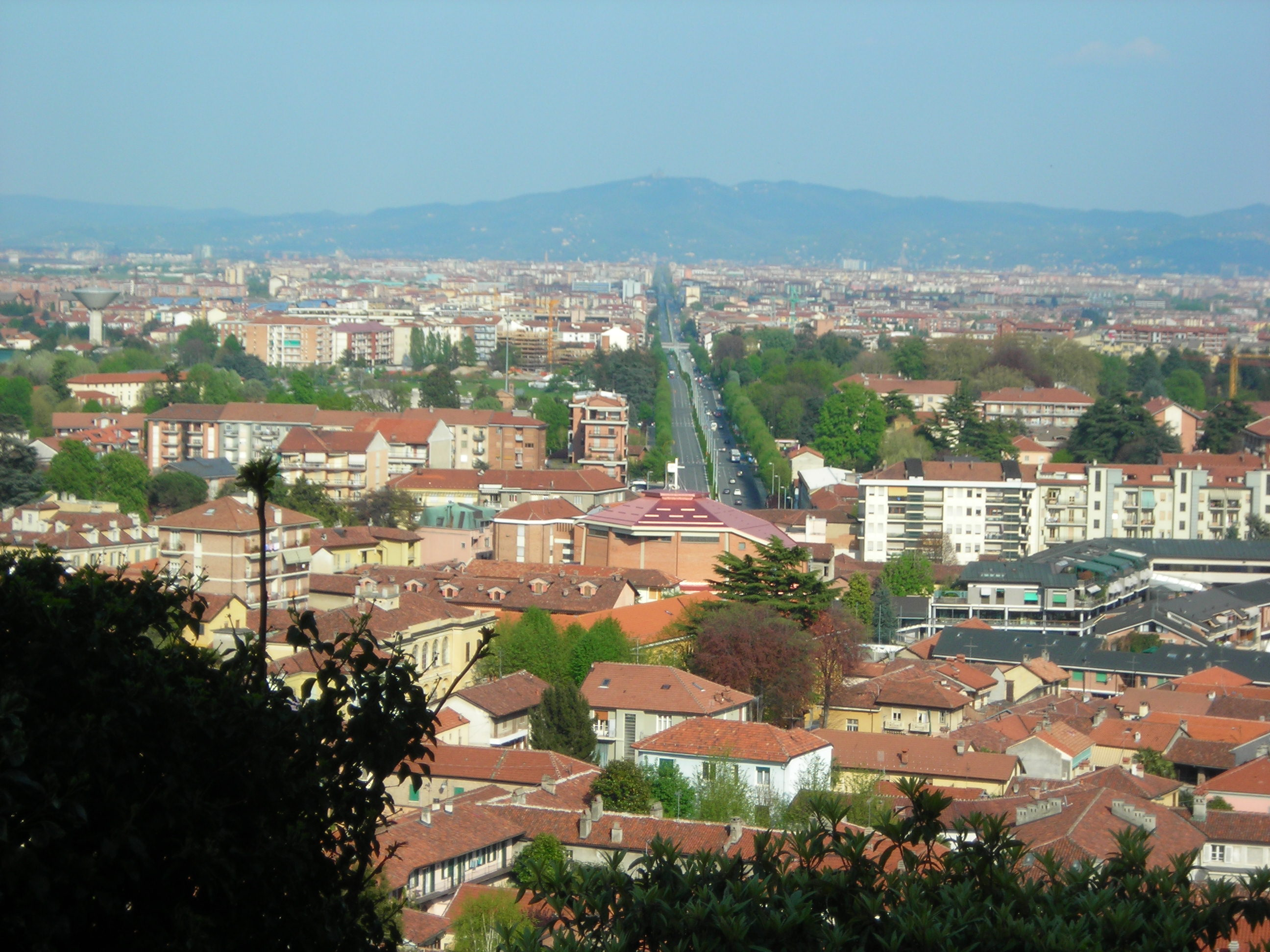
Corso Francia visto dal Castello di Rivoli

 Incompiuta reggia sabauda progettata dallo Juvarra ospita il Museo di Arte Contemporanea che, a partire dal 1984, ha realizzato diverse mostre all'anno, tutte sulle più recenti forme delle arti visive contemporanee o su singoli autori. Sempre dal 1984, esiste la Collezione Permanente che viene incrementata mediante acquisizioni, donazioni e anche prestiti a lungo termine. Le opere della Collezione vengono esposte a rotazione. Il castello è provvisto anche di una ricca biblioteca specializzata che, tra l'altro, è alimentata da una rete internazionale di scambi di cataloghi di mostre con analoghe istituzioni. La struttura museale è impostata sul restauro e sulla ristrutturazione degli spazi progettati dall'architetto Andrea Bruno. Il castello è in posizione dominante sull'abitato e costituisce l'emergenza più orientale del cordone maggiore della Collina di Rivoli. La collina su cui poggia l'edificio del castello è di origine morenica, cioè risale alla fine dell'era glaciale, quando il ghiacciaio, ritirandosi ha cessato il trasporto e il deposito in questo luogo di rocce e detriti, che, sedimentandosi, ha dato vita all'anfiteatro morenico di Rivoli.
Casa del Conte VerdeLa Casa del Conte Verde, in via Fratelli Piol è un'abitazione del fine del Trecento, tradizionalmente nota come la dimora del Conte Amedeo VI di Savoia (detto appunto il Conte Verde). L'edificio conserva la struttura medioevale mista residenziale/commerciale tipica del periodo: al piano terra, il porticato e le botteghe; al primo piano, il piano nobile destinato agli alloggi del padrone; agli ultimi, i locali per magazzini e i servitori. Oggi la casa è di proprietà comunale e destinata a esposizioni temporanee.
Palazzo Piozzo di RosignanoIl Palazzo Piozzo di Rosignano in via Girò fu costruito nel 1788, per il notaio Carlo Francesco Canova, cancelliere del Gran Priorato dell'Ordine di Malta. Subì vari passaggi di proprietà e trasformazioni durante l'Ottocento. Da segnalare la cappella gentilizia del pianterreno (ottenuta dalla trasformazione dell'originale teatrino di corte), l'atrio settecentesco, lo scalone neoclassico e il piano nobile con i saloni decorati. Acquisito dal comune nel 1979, sino al 2003 fu sede di uffici e istituzioni pubbliche. Attualmente è chiuso.
Giardino Villa CollaIl Giardino Villa Colla era una delle più belle dimore rivolesi di Luigi Colla, 1766-1848, avvocato di professione e botanico di fama internazionale: egli la acquistò nel 1800. Creò un giardino di impostazione paesaggistica dotato di una ricca collezione di piante rare ed esotiche con serre verticali: riuscì perfino a far crescere una pianta di banane e raccoglierne i frutti. La villa e i terreni poco per volta vennero venduti e poi edificati. Ora è una multiresidenza privata. Al suo interno possiamo trovare un Cedrus atlantica con diametro di 630 cm e un'altezza di 29 m. Per queste caratteristiche è inserito nell'elenco alberi monumentali d'Italia.
Villa Cane d'UssolLa Villa Cane d'Ussol in via Capra fu costruita nel 1775 su progetto dell'architetto Amedeo Galletti di Pontestura e dove sino a settembre 2002 aveva sede il municipio. Attualmente vi si svolgono le sedute del Consiglio Comunale.
Piazza Martiri della LibertàPiazza Martiri della Libertà è la piazza principale della città, punto d'incontro dei cittadini, in cui durante le festività invernali viene costruito un piccolo villaggio di Natale, costituito da bancarelle e una pista di pattinaggio. Nei periodi estivi invece vengono organizzati concerti locali a volte correlati ai centri estivi della città. La piazza è inoltre abbellita da due monumenti, il primo in onore dei caduti durante la seconda guerra mondiale, il secondo, simbolo di pace, raffigura dei bambini attorno a un albero.
Maison MusiqueLa Maison Musique (ex mattatoio comunale di via Rosta): la struttura comprende un ristorante, uno studio di registrazione, un museo sugli strumenti, un centro di documentazione e un auditorium, dove si esibivano artisti musicali anche internazionali. Chiuso da oltre 2 anni, da poco il Circolo dei Lettori di Torino organizza dei concerti.
Dora RipariaLa prossimità della Dora Riparia, con la relativa disponibilità di forza motrice, fin dall'antichità ha indotto lo sviluppo di opifici e, soprattutto, di mulini. Tra questi è da annoverare il Mulino "Barca", che si trova in frazione Bruere, al confine della vicina Alpignano, ricostruito nel 1891 dall'ingegnere Cesare Saldini.

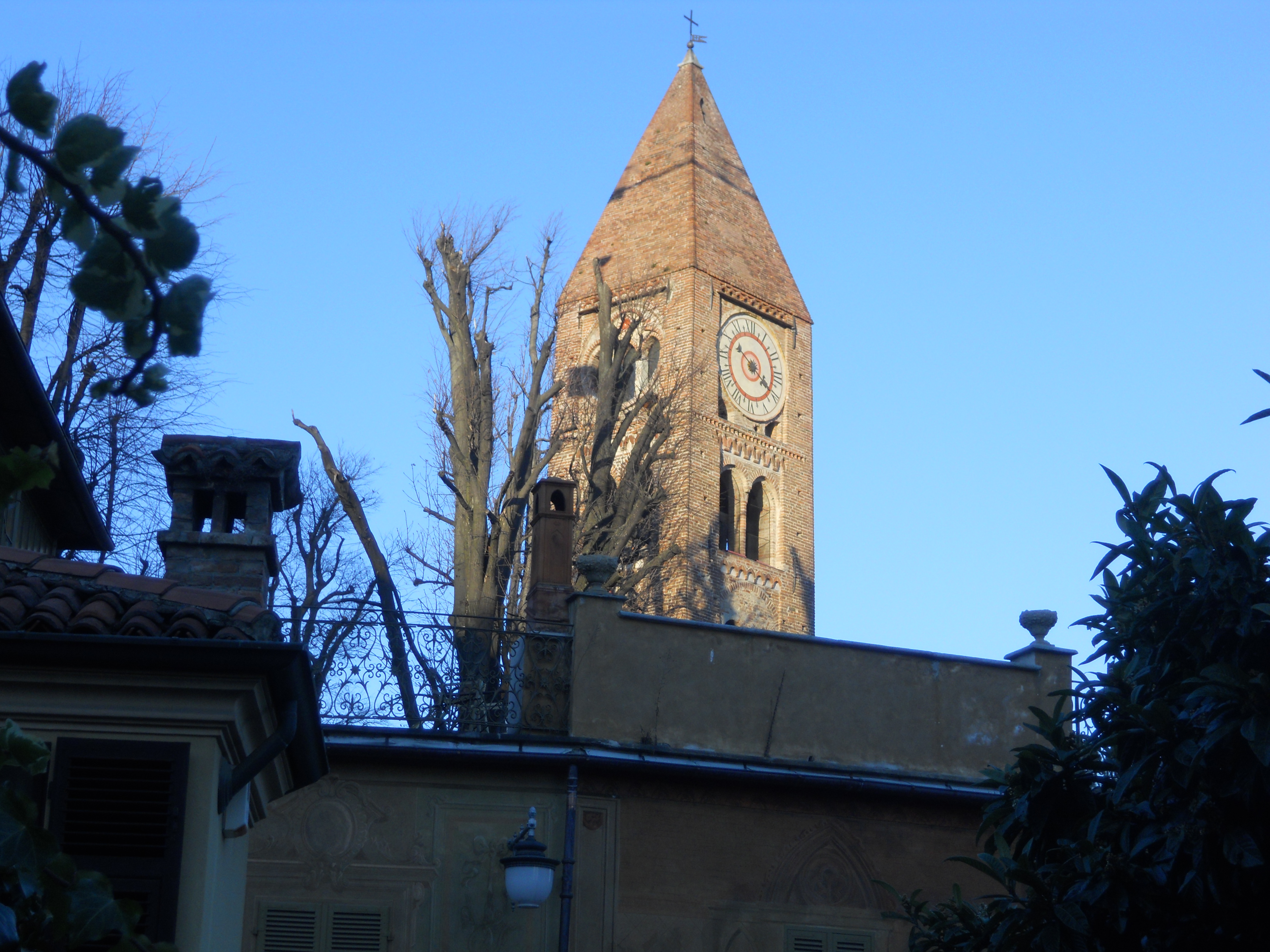
Campanile "Stella Maris"

Campanile della Stella MarisIl campanile della Stella Maris, in via al Castello, è un antico campanile, superstite dell'Antica Collegiata di Santa Maria della Stella, consacrata nell'anno 1307. Dopo decenni di abbandono, nel 2000 è stato restaurato dall'architetto Gianfranco Gritella. Dall'alto dei suoi 30 metri di altezza si gode un fantastico panorama. Situato in una proprietà privata, si può visitare su prenotazione.
L'antica collegiata prendeva il nome dalla patrona della città, la Madonna della Stella, chiamata così perché nel XIII secolo una luce misteriosa (da cui la stella) aveva guidato, secondo la tradizione, al ritrovamento di un'antica statua in legno raffigurante la Madonna col Bambino, per custodire la quale era stata costruita la chiesa, affidata poi ai domenicani. La statua era stata incoronata il 17 settembre 1899 dal cardinale Agostino Richelmy, arcivescovo di Torino.
Chiesa parrocchiale di San Martino Vescovocostruita sul finire del XVIII secolo in sostituzione dell'antica pieve gotica.
Campanile di San Martino ai campiIl campanile di San Martino ai campi, chiamato dai rivolesi ciochè rot ovvero "campanile rotto" si trova in via Don Luigi Ghilardi, già via Vecchia di Rivoli. Tale campanile sorge nell'area in cui sorgeva una piccola chiesetta dedicata a San Martino e ubicata al di fuori delle antiche mure cittadine vicino all'Ospedale al confine con Rivalta. Della pieve vera e propria non vi è più traccia, se non il campanile che è stato ristrutturato nel 1994 dopo anni di abbandono, dagli alpini nel 70º anno di fondazione. È di proprietà della parrocchia di San Martino, la cui chiesa principale sorge in Piazza San Martino n. 3. Il campanile non è visitabile.
Via FrancigenaPer Rivoli passa il tracciato storico della Via Francigena, rami del Moncenisio e del Monginevro, che si dirige successivamente verso Torino lungo la direttrice di Corso Francia.
Ex SeminarioL'ex Seminario in viale Giovanni XXIII è ora sede dell'I.T.C Romero e del Liceo Scientifico Darwin. Recentemente, in un'ala, è stato aperto un ostello con circa 30 camere. Fu costruito nel 1936 commissionato dal Cardinale Maurilio Fossati per mano del progettista Ingegnere Alessandro Villa. Il progettista, vista la vicinanza con il Castello di Rivoli, armonizzò le linee rispettando lo stile di quest'ultimo. È stata impiegata la Pietra di Arona, la stessa utilizzata per costruire il Duomo di Milano.

## Società

### Evoluzione demografica
Dal 1961 al 1991 la popolazione residente è aumentata del 152 %, mentre invece negli ultimi trent'anni è diminuita del 10,5 %.
Abitanti censiti

### Etnie e minoranze straniere
Al 31 dicembre 2022 vi sono 2131 stranieri, pari al 4,67 % della popolazione.

## Istituzioni, enti e associazioni
La Società per l'Asilo o Scuola Infantile di Rivoli è un'istituzione costituita il 17 ottobre 1850. Fu eretto in Ente Morale il 1º agosto 1852. Primo Presidente e Preside dell'Asilo Centro fu il canonico Giovanni Eusebio Melano professore di teologia dell'Università di Torino. Nel 1907, sotto la presidenza del Conte Nuvoli, vi fu il trasferimento definitivo dell'Asilo in quella che ancora oggi è la sede istituzionale: Villa Arnaud (o villa Pastori). Grazie all'ampiezza della struttura il numero dei bambini crebbe rapidamente, nel 1908 erano addirittura 235 (di cui 124 maschi e 111 femmine). I paganti erano 173, mentre quelli accolti gratuitamente erano 62. Il centenario dell'Istituto, nel 1950, fu caratterizzato da una serie di celebrazioni che suscitarono un cospicuo interesse nei cittadini rivolesi. Furono organizzate feste, banchi di beneficenza, saggi. Anche il Comune di Rivoli, con primo cittadino il Sindaco Luigi Beltramo, sostenne l'Asilo con un contributo straordinario di centomila lire, destinati alla costruzione di nuovi locali. Il 23 dicembre 2020 gli venne conferita una Civica Benemerenza per i 170 anni di attività.

## Cultura

### Biblioteche
A Rivoli è presente la biblioteca civica "Alda Merini". Istituita nel 1856 grazie ai fondi Grandi e Fiorito, venne in seguito trasferita di sede all'interno del Castello di Rivoli. La biblioteca diventa civica nel 1975, ed è oggi situata nel Parco Salvemini.
Nel castello di Rivoli è presente una seconda biblioteca, specializzata in arte del XX e XXI secolo, con funzioni anche di museo. Aperta nel 1999 in seguito al trasferimento di sede della biblioteca civica, anche se i materiali vennero raccolti sin dal 1984, i suoi fondi partono dal 1960 e provengono da acquisti, donazioni d'artisti e scambio con altri istituti culturali. Ha un patrimonio composto da 44,000 pubblicazioni circa e dal 2000 fa parte del CoBiS. È inclusa anche una videoteca.

### Eventi

#### La fiera di Santa Caterina
Un importante appuntamento rivolese di incontro e di scambio commerciale si tiene durante la Fiera di Santa Caterina, che tradizionalmente ha luogo il quarto lunedì del mese di novembre, in occasione della ricorrenza liturgica in concomitanza con quella che una volta era la conclusione della stagione agricola, l'occasione, fin dal lontano Medioevo, di abbinare alla fiera prodotti agricoli e bestiame.
Le prime notizie risalgono al 1365 in un documento ufficiale firmato dal conte Amedeo VI di Savoia, detto il Conte Verde.
Attualmente alla fiera partecipano gli operatori di commercio su area pubblica, gli artigiani, gli espositori di veicoli e i produttori agricoli con i loro prodotti tipici, commercianti che giungono da tutta Italia; partecipano ancora tante associazioni e gruppi di volontariato per sensibilizzare i cittadini su temi di solidarietà.
Il giorno 24 novembre 2014 si è svolta l'edizione n. 650.

## Infrastrutture e trasporti
Il trasporto pubblico cittadino è svolto tramite autolinee gestite da GTT con le linee 17, 36, 36NA, 36NB, 89, 97 e dal bus turistico Rivoli Express.
Fra il 1871 e il 1955 in città era presente il capolinea occidentale della tranvia Torino-Rivoli, sostituita da una filovia, a sua volta soppressa nel 1979.
Il comune sarà presto servito dalla prima linea della Metropolitana di Torino.

## Amministrazione

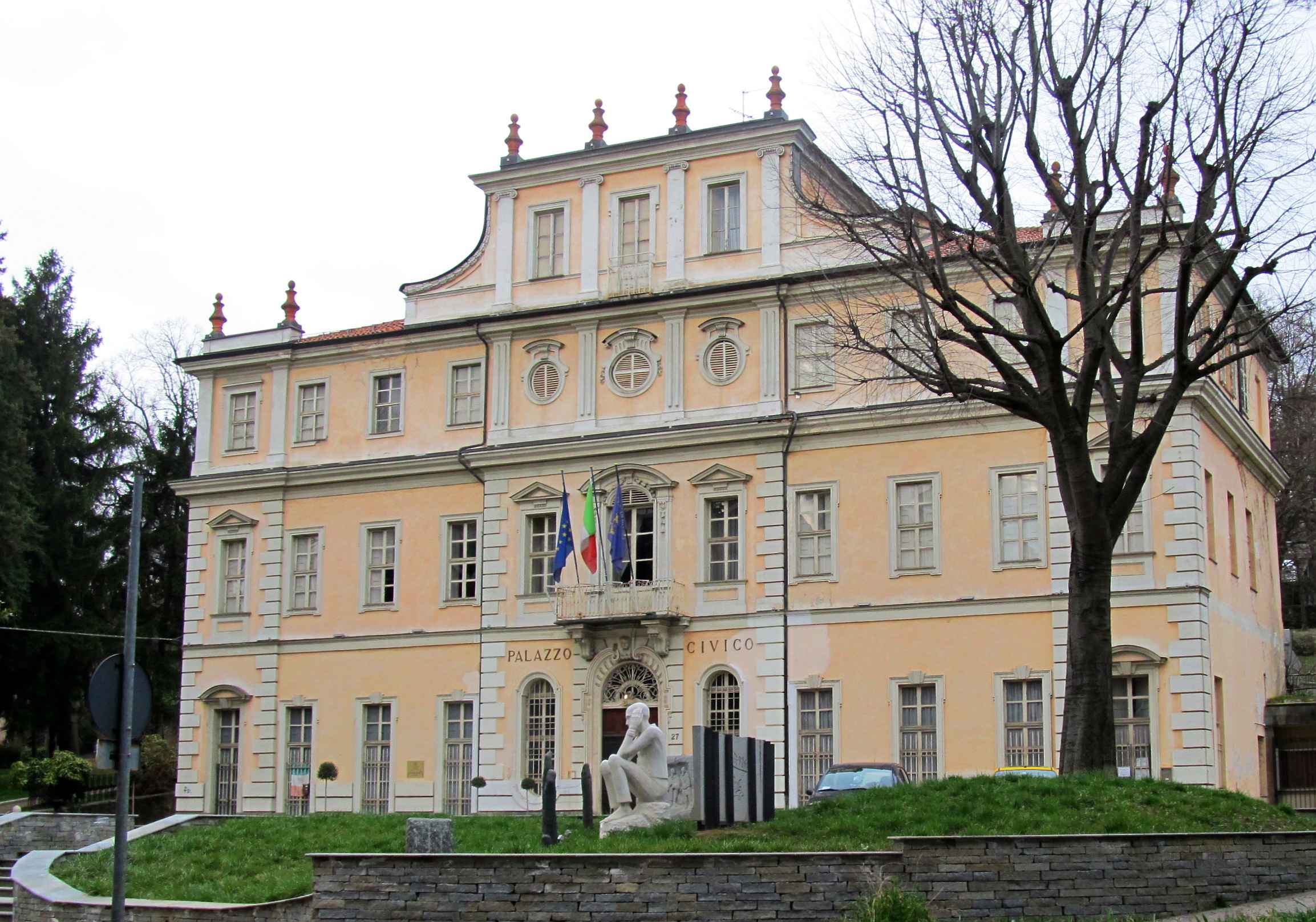
Villa Cane d'Ussol, sede del Consiglio comunale

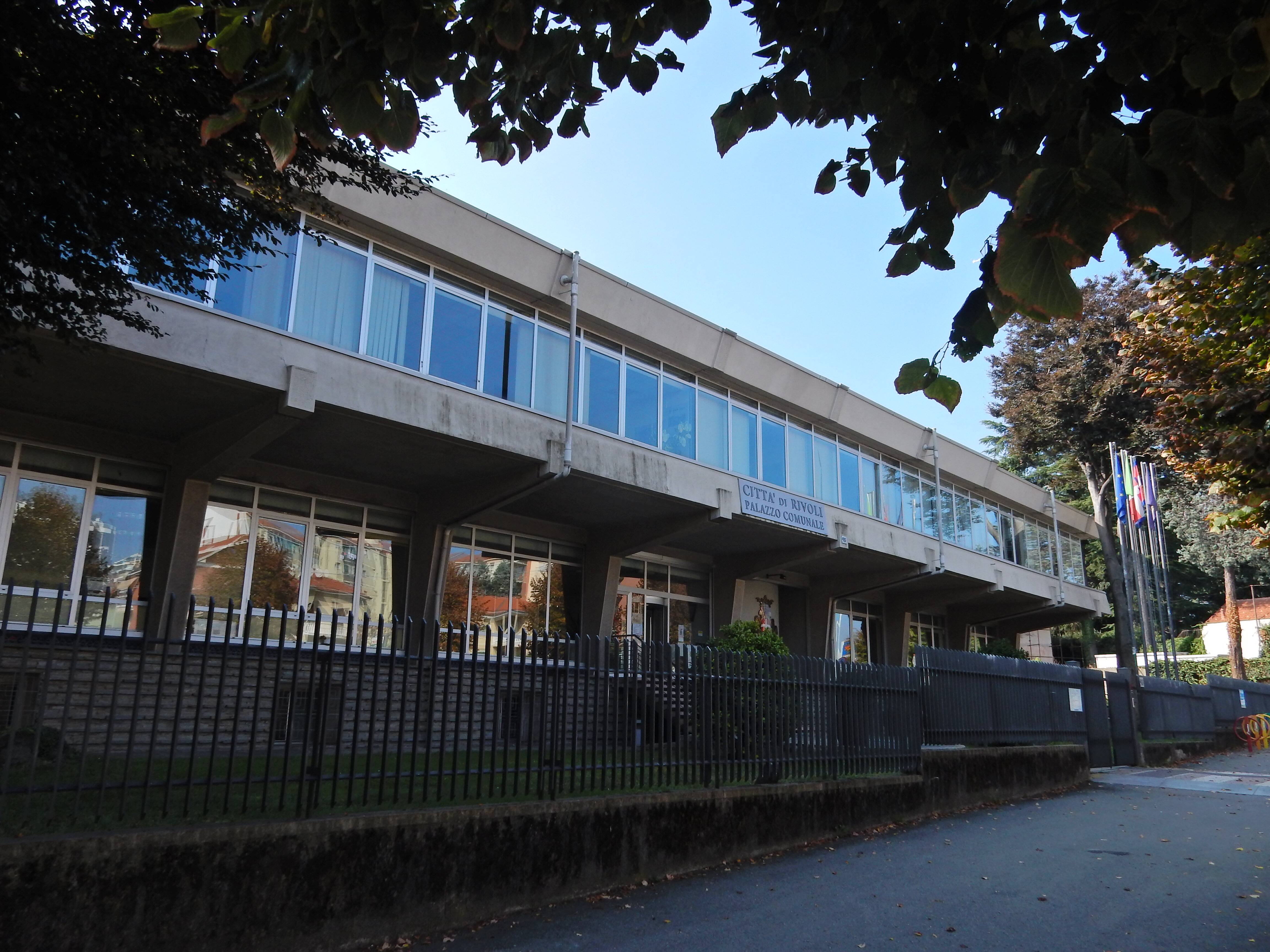
Ex-fabbrica della Silma, attuale sede del Comune di Rivoli

| Periodo        | Periodo        | Primo cittadino     | Partito                       | Carica  | Note          |
| -------------- | -------------- | ------------------- | ----------------------------- | ------- | ------------- |
| 23 aprile 1995 | 12 giugno 2004 | Antonino Boeti      | L'Ulivo                       | Sindaco | [ 17 ] [ 18 ] |
| 13 giugno 2004 | 21 giugno 2009 | Guido Tallone       | L'Ulivo                       | Sindaco | [ 19 ]        |
| 22 giugno 2009 | 9 giugno 2019  | Franco Giusto Dessì | Coalizione di Centro-sinistra | Sindaco | [ 20 ] [ 21 ] |
| 11 luglio 2019 | 24 giugno 2024 | Andrea Tragaioli    | Coalizione di Centro-destra   | Sindaco |               |
| 24 giugno 2024 | in carica      | Alessandro Errigo   | Coalizione di Centro-sinistra | Sindaco |               |

### Gemellaggi
Rivoli è gemellata con Kranj, Mollet del Vallès, Montélimar e Ravensburg, città con cui esiste un'intensa attività di collaborazione finalizzata all'organizzazione di manifestazioni sportive e culturali, scambi scolastici con gli allievi delle scuole elementari e medie rivolesi:
- Mollet del Vallès: la cittadina appartiene alla regione autonoma della Catalogna, alla provincia del Vallès orientale e al distretto del Basso Vallès.
- Ravensburg: è situata nella Regione del Baden-Württemberg (Germania meridionale), nella provincia dell'Alta Svevia, 20 km a nord del lago di Costanza.
- Kranj: situata nella regione alpina della Gorenjska, nel nord-ovest della Slovenia al confine con l'Austria.
- Montélimar: si trova nella regione Rodano-Alpi a 150 km da Lione, 150 km da Marsiglia e 350 km da Rivoli.

La città di Rivoli ha inoltre istituito "gemellaggi di solidarietà" con le città di:
- Breza (Bosnia),
- Mateare (Nicaragua),
- Kouibly (Costa d'Avorio).

## Sport
Nel comune hanno sede tre società di calcio: il Rivoli Calcio, il Don Bosco Rivoli e il San Martino Rivoli (tra le tre la più conosciuta), che disputano campionati dilettantistici regionali e provinciali. La società Blacks Rivoli, partecipa al campionato italiano di football americano. L'ASD Rivoli Rugby milita nel campionato italiano di rugby in C1.
L'ASD Libertas Nuoto Rivoli è l'unica squadra di Nuoto per Salvamento del comune a far parte dell'agonismo. Esiste anche una squadra di atletica, chiamata 'Gruppo Sportivo Atletica Rivoli', o abbreviato 'Atletica Rivoli', che, dal primo anno di asilo, alla quinta elementare gareggia a livello amatoriale e dalla prima media in poi a livello agonistico. Nel comune sono anche presenti due società di basket: Il Conte Verde Rivoli e il Don Bosco Rivoli che disputano campionati dilettantistici provinciali e regionali.
Per il volley è presente la società sportiva dilettantistica ASD Stella Rivoli, la cui prima squadra femminile milita nel campionato di Serie D.
Il 16 marzo 2022 è stata sede d'arrivo della corsa ciclistica Milano Torino, ed ha visto la vittoria di Mark Cavendish in volata su Nacer Bouhanni ed Alexander Kristoff.
Il 18 maggio 2023 è stata sede d'arrivo della 12ª tappa del Giro d'Italia con partenza da Bra dopo 179 km e con l'asperità del Colle Braida a soli 28 km dall'arrivo, ed ha visto la vittoria di Nico Denz.